# 포코르니 졸탄

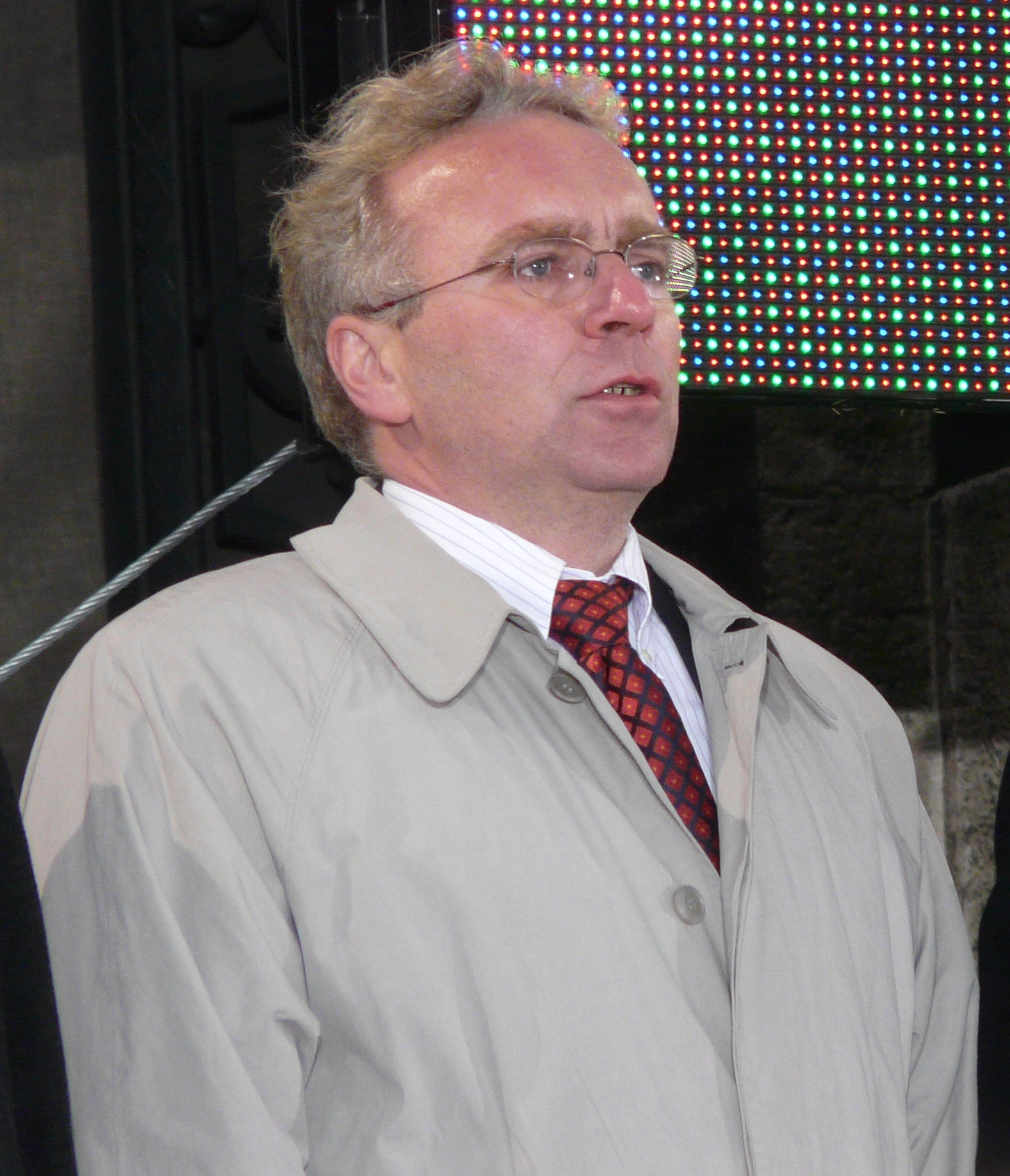
포코르니 졸탄

포코르니 졸탄(헝가리어: Pokorni Zoltán, 1962년 1월 10일 ~ )은 헝가리의 정치인이다. 1998년부터 2001년까지 헝가리의 교육부 장관을 지냈다.
1987년에 외트뵈시 로란드 대학교에서 공부를 마쳤다. 그 후 그는 톨디 페렌츠 그래머 스쿨(Toldy Ferenc Grammar School)에서 교사로 일했다. 젊은 교육자 협회와 교육자 민주 연합(PDSZ)의 창립 회원이었다. 그는 1993년까지 PDSZ의 대변인이었다. 그는 또한 야당 원탁 협상에도 참여했다. 그 기간 동안 그는 라디오(Rádió)의 편집장이었다. 그는 1993년에 피데스에 합류했다.
포코르니는 1994년 헝가리 국회의원이 되었다. 그는 1994년부터 1998년까지 교육, 연구, 청소년 및 스포츠 위원회의 부의장을 역임했다. 그는 1997년부터 1998년까지 피데스 의회 그룹의 리더를 역임했다.
피데스가 1998년 선거에서 승리한 후 새로운 총리 오르반 빅토르은 그를 교육부 장관으로 임명했다. 그의 목회 기간 동안 고등 교육 시스템의 통합이 마무리되고 학자금 대출 시스템이 확립되었으며 수업료가 폐지되었다. 그는 쾨베르 라슬로의 뒤를 이어 피데스의 회장으로 선출되었다. 그 결과 그는 장관직에서 사임했다. 피데스는 2002년 선거에서 패배한 후 다시 한번 의회 그룹의 지도자가 되었다.
2002년 7월, 그의 아버지 야노스 포코르니(János Pokorni)가 내무부에서 III/III 요원으로 일했다는 사실이 폭로된 후 포코르니는 당직과 의회 그룹의 지도자직을 사임했다. 그는 2003년 5월 피데스의 부통령 중 한 명으로 선출되면서 정계에 복귀했다. 그는 2015년 12월까지 이 직책을 맡았다. 그는 2006년 선거에서 다시 의석을 얻었다. 그는 당 지도부와의 갈등으로 인해 그룹 지도자 역할을 맡지 못했다. 포코르니는 2006년 부다페스트 제12구(헤기비데크) 시장으로 선출되었다. 그는 2010년, 2014년, 2019년에 재선되었다.